# 日比野夕希
日比野 夕希（ひびの ゆうき、1985年11月3日 - ）は、日本のAV女優。C.I.P所属。

## 人物・略歴
趣味は人間観察、音楽鑑賞。特技はスポーツ全般。
- 2006年 - AVデビュー。

## 作品

### アダルトビデオ
2006年
- 勃起する乳首いじり（7月10日、AVS）
- 女だらけの世界 VOL.11 痴・女子アナ編（8月1日、MOODYZ）
- 新 酔娘伝 第五章（9月7日、桃太郎映像出版）
- 口マンコ 7 ～ミニマムモザイクフェラ～（12月1日、MOODYZ）
- 集団エロカワNIGHT FEVER痴女（12月19日、クロス）
- Nasty（12月19日、ZONE）
- スーパーヒロイン絶体絶命!!Vol.09 コンバットW（12月22日、GIGA）

2007年
- Tokyo Five Girls（2月2日、竹書房）
- 渋○女子○生!ウラパー! VOL.02（3月23日、プレステージ）
- 催眠ゲーム VOL.1（3月29日、催眠王）
- 密室!ホスピタルパニック（4月5日、V&Rプロダクツ）
- SOD的 女優さんドッキリ（恥）大報告!!（5月4日、SODクリエイト）
- おもらし飲尿 Woman vol.04（5月13日、BRAVO）
- 緊縛現役若妻地獄04（5月13日、BRAVO）
- 日本一のチ○ポを探して三千里（6月7日、SODクリエイト）
- 新人女優強化合宿 痴女育成バスツアー（6月15日、トップワン）
- 仕事を忘れた女優の本音がぶつかる!!仕事を忘れて恋愛SEXしてみませんか!?（7月5日、SODクリエイト）
- 泥酔ガチンコ逆ナンバス（7月15日、アレックス）
- 読者モデル潮吹き中出し大乱交（8月25日、BEAUTY）
- 可愛いあの娘の動きを止められたらあなたはその娘にナニをする?（9月6日、SODクリエイト）
- 南国リゾートエステ（9月6日、アキノリ）
- 生意気ギャルにお仕置き!拉致して路上にポイ捨て!（9月21日、メディアステーション）
- 拘束ゼラチンローションレズビアン（11月1日、AVS）
- 日本一うれっ娘の在籍するAVプロダクションの温泉旅行はやっぱりエロかった!?そ（11月22日、SODクリエイト）
- オナニスト 第19章（12月8日、隼エージェンシー）
- ボクらの秘技伝授 俺だけのテクニック全国版（12月20日、SODクリエイト）
- セーラトゥルーパーズ ドミネーション地獄（12月21日、GIGA）
- 機械ファック Taste 1（12月25日、WEEKENDER）

2008年
- SUPERヒロインドミネーション VOL.12（1月11日、GIGA）
- ふたなりヒロイン イエローパンサー（1月11日、GIGA）
- 狙われた人妻 無理やり犯される5人の人妻たち 第4章（1月12日、隼エージェンシー）
- レイプ中出し4 理不尽に中出しされた8人のギャル（1月12日、隼エージェンシー）
- 愛しのフェラチーオ8 6人のザーメン中毒（2月9日、隼エージェンシー）
- こだわりの手コキ 4時間SP VII（2月9日、隼エージェンシー）
- 足コキ ニーソックス（4月11日、TMA）
- フェラコレ2008春SP（4月12日、隼エージェンシー）
- 革手袋手コキ研究所（4月18日、GLAY'z）
- 本物!某有名企業現役OL!初めての真正中出し（4月25日、モブスターズ）
- ショートパンツ娘しか見たくない! 4時間（5月23日、TMA）

## 出演

### テレビ
- 桃のふくらみ（MONDO TV）
- のぞき屋 （2007年、テレビ東京）
- エロパラNight(GyaOジョッキー、2007年9月18日放送分)